# Грюлль, Марко
Ма́рко Грюлль (нем. Marco Grüll; род. 6 июля 1998, Шварцах, Зальцбург) — австрийский футболист, нападающий клуба «Вердер» и сборной Австрии.

## Клубная карьера

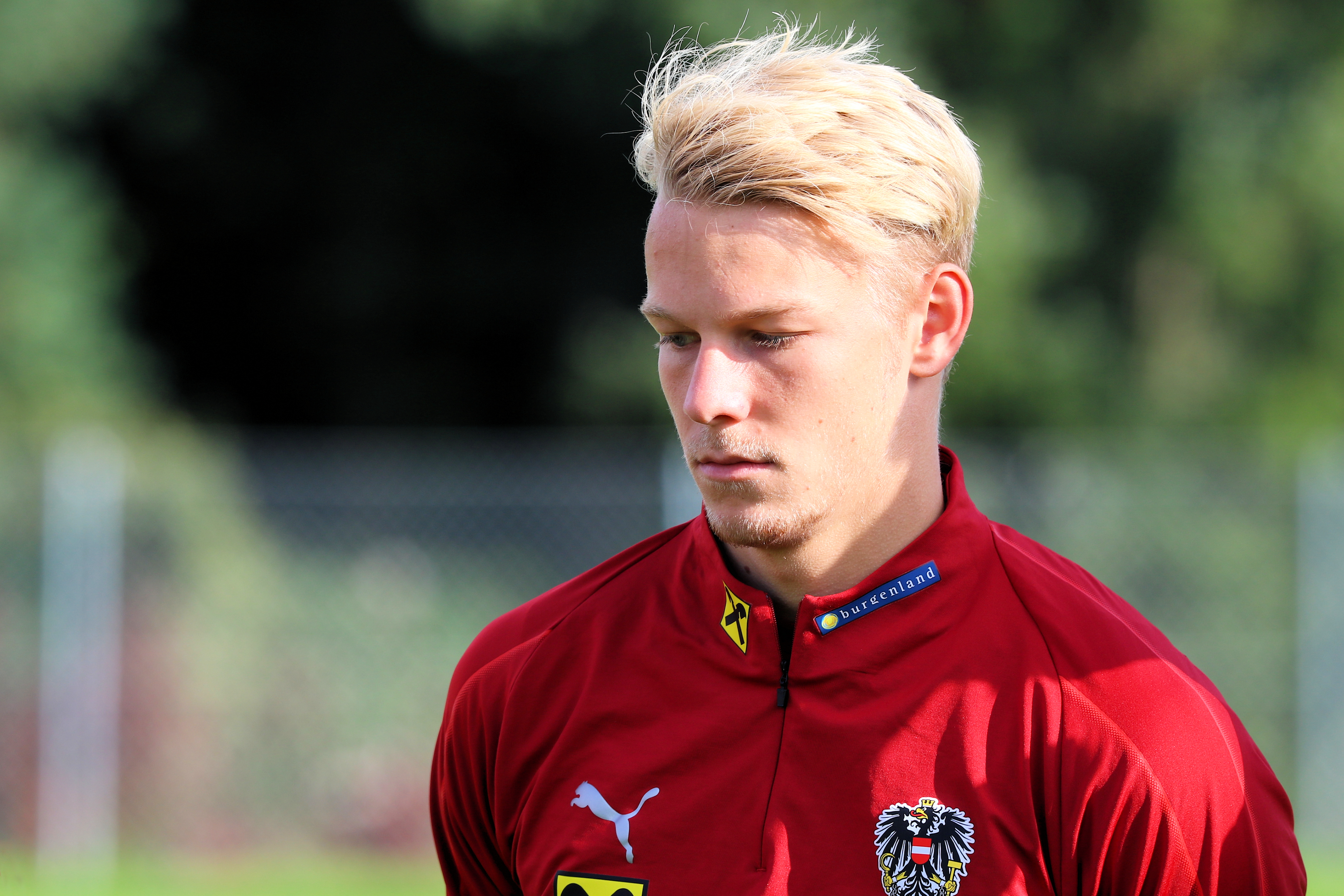
Грюлль в составе молодёжной сборной Австрии

Грюлль — воспитанник клубов «Радстадт» и «Пфаррверфен». В 2015 году он подписал контракт с «Санкт-Иоганн-им-Понгау». В 2019 году Грюлль перешёл в «Рид». 24 февраля в матче против «Форвертса» он дебютировал во Второй Бундеслиге Австрии. 15 марта в поединке против «Лиферинга» Марко сделал «дубль», забил свои первые голы за «Рид». В 2020 году Грюлль помог команде выйти в элиту. 13 сентября в матче против «Тироля» он дебютировал в австрийской Бундеслиге. 
Летом 2021 года Грюлль перешёл в венский «Рапид». 24 июля в матче против «Хартберга» он дебютировал за новый клуб. 15 августа в поединке против «Райндорф Альтах» Марко забил свой первый гол за «Рапид». 21 октября в матче Лиги Европы против загребского «Динамо» он отметился забитым мячом.

## Международная карьера
12 октября 2021 года в отборочном матче чемпионата мира 2022 против сборной Дании Грюлль дебютировал за сборную Австрии.